# 大分県道351号八坂真那井線
大分県道351号八坂真那井線（おおいたけんどう351ごう やさかまないせん）は、大分県杵築市から速見郡日出町に至る一般県道である。

## 概要
杵築市大字八坂から速見郡日出町大字真那井に至る。
大分県の県道では唯一存在する300番台の県道である。

### 路線データ
- 起点：大分県杵築市大字八坂[1]（大分県道644号藤原杵築線交点）
- 終点：大分県速見郡日出町大字真那井[1]（大分県道643号日出真那井杵築線交点）

## 歴史
- 1997年（平成9年）4月1日 - 大分県告示第450号により八坂真那井線として路線認定[2]。

## 路線状況

### 重複区間
- 国道213号（杵築市大字日野）

## 地理

### 通過する自治体
- 杵築市
- 速見郡日出町

### 交差する道路
| 交差する道路                  | 市町村名 | 市町村名 | 交差する場所 | 交差する場所 |
| ----------------------------- | -------- | -------- | ------------ | ------------ |
| 大分県道644号藤原杵築線       | 杵築市   | 杵築市   | 大字八坂     | 起点         |
| 国道213号 重複区間起点        | 杵築市   | 杵築市   | 大字日野     |              |
| 国道213号 重複区間終点        | 杵築市   | 杵築市   | 大字日野     | 中野田交差点 |
| 大分県道643号日出真那井杵築線 | 速見郡   | 日出町   | 大字真那井   | 終点         |

### 沿線
- 杵築市立八坂小学校